# Hodge's Cove
Hodge's Cove (ook Hodges Cove) is een dorp en local service district op het eiland Newfoundland in de Canadese provincie Newfoundland en Labrador.

## Geschiedenis

### 19e eeuw
De eerste permanente inwoners van Hodge's Cove vestigden zich er vermoedelijk in 1861, waardoor het dorp minder oud is dan naburige nederzettingen zoals Gooseberry Cove en Southport. De families Drover, Peddle en Smith, allen afkomstig van plaatsen langs Conception Bay, waren in de jaren 1860 bij de eersten die zich er vestigden. Later in de 19e eeuw immigreerden de families Baker, Churchill, Thomas, Stringer en andere Smiths naar de plaats. Al deze familienamen zijn er in de 21e eeuw nog steeds veelvoorkomend.
Het dorp groeide uit tot een plaats met een anglicaanse meerderheid en een methodistische minderheid. De anglicaanse families Drover, Peddle en Smith woonden in het centrum en westen van het dorp, terwijl de methodistische families Baker, Churchill, Smith en Stringer zich in het oostelijke deel vestigden.
Eind 19e eeuw werd er in Hodge's Cove een lokale afdeling van de Oranjeorde opgericht.

### 20e eeuw tot heden
Midden de jaren 1970 werd de Lions Club van Hodge's Cove–Caplin Cove opgericht.
In 1971 werd het dorp een gemeente met het statuut van local improvement district (LID). Na amper een decennium werd de gemeente echter opnieuw opgeheven. Hodge's Cove kreeg daarna een beperktere vorm lokaal bestuur doordat het een local service district werd.
In april 2023 droeg de provincie een studiebureau op om een haalbaarheidsonderzoek uit te voeren naar de eventuele samensmelting van de LSD's Hodge's Cove, Caplin Cove-Southport, Random Sound West en Deep Bight tot een zelfstandige gemeente. In december 2024 werden de resultaten van het onderzoek gepubliceerd. De volgende stap is een stemming in 2025 om het plan al dan niet goed te keuren door de bevolking van de betrokken LSD's.

## Geografie
Hodge's Cove is gelegen aan een kleine inham aan de zuidelijke oever van Southwest Arm. Dat is een lange zijarm van Trinity Bay, een van de grootste baaien van Oost-Newfoundland.
De aan provinciale route 204 gelegen plaats ligt een halve kilometer ten westen van Caplin Cove en 4,5 km ten oosten van Long Beach, twee plaatsen die deel uitmaken van het LSD Caplin Cove-Southport. De grote gemeente Clarenville ligt op een rijafstand van zo'n 40 km.

## Demografie
De designated place Hodge's Cove kent, net zoals de meeste afgelegen Newfoundlandse plaatsen, de voorbije jaren een dalende demografische trend. Tussen 1991 en 2021 daalde de bevolkingsomvang van 437 naar 225. Dat komt neer op een daling van 212 inwoners (-48,5%) in dertig jaar tijd.
| Demografische ontwikkeling van Hodge's Cove tussen 1991 en 2021 |
| --------------------------------------------------------------- |
|                                                                 |
| Bron: Statistics Canada (1991–1996, 2001–2006, 2011–2016, 2021) |

### Taal
In 2016 had ruim 98% van de inwoners van Hodge's Cove het Engels als moedertaal. De overige vijf mensen gaven aan het Frans als moedertaal te hebben.